# Mahadevtar
Mahadevtar (nep. महादेवटार) – gaun wikas samiti w środkowej części Nepalu w strefie Bagmati w dystrykcie Kavrepalanchok. Według nepalskiego spisu powszechnego z 2001 roku liczył on 331 gospodarstw domowych i 2074 mieszkańców (1027 kobiet i 1047 mężczyzn).